# Dallol
Dallol gilt als eines der außergewöhnlichsten Geothermalgebiete der Erde. Das Gebiet liegt in der Danakil-Depression im Nordosten Äthiopiens in Grenznähe zu Eritrea. In dieser schwer erreichbaren Gegend wurden die höchsten durchschnittlichen Jahrestemperaturen der Erde registriert.

## Beschreibung

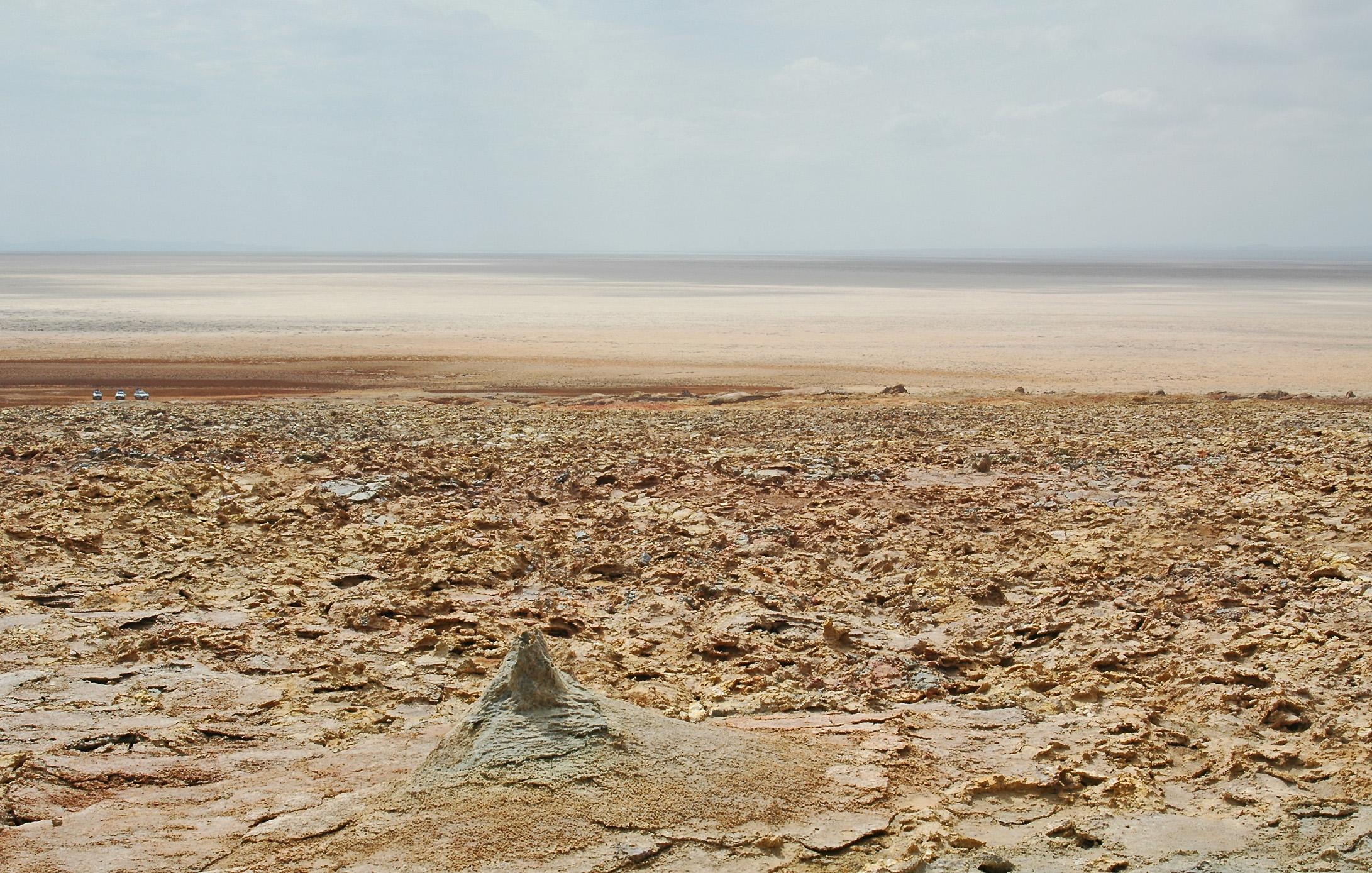
Blick vom Dallol auf die Salzebene

Die letzte phreatische Explosion des Dallol fand 1926 statt und formte einen 30 m weiten Krater, seitdem beschränkt sich die Aktivität auf eine große Anzahl von heißen Salzwasserquellen. Das etwa 4 km² große Vulkangebiet erhebt sich ca. 30 m aus einer Salzebene, die 120 m unter dem Meeresspiegel liegt. Heißes Grundwasser löst beim Aufsteigen durch die 1000 m dicken Salz- und Anhydritschichten Mineralien auf, die an der Oberfläche wieder abgelagert werden. Dabei bilden sich verschiedenartigste Formen, welche an Korallenstöcke oder Hornitos erinnern. Die Ausfallprodukte erhalten durch Schwefel und verschiedene Kaliumsalze ihre charakteristischen Weiß-, Gelb- und Rotfärbungen. Die Austrittstemperatur der Quellen beträgt ca. 70 °C, ein pH-Wert von unter 1 zeugt von extremem Säuregehalt. Die vulkanischen Gase lösen sich im Wasser, jedoch verdunstet das Wasser aufgrund der trockenen Luft und ihrer hohen Temperatur, zudem ist die Luft aufgrund der Gase selbst sauer.
Im Oktober 2019 veröffentlichte ein französisch-spanisches Wissenschaftlerteam einen Artikel in Nature Ecology and Evolution, der zu dem Schluss kommt, dass es in Dallols extremen Tümpeln kein Leben gibt. Die Untersuchungen zeigten, dass selbst die widerstandsfähigsten Mikroben dort keine Überlebenschance haben. Die Zellen könnten sich nicht gleichzeitig gegen den extremen pH-Wert, den hohen Salzgehalt von mehr als 35 % NaCl und die Hitze von über 108 °C schützen. Ein weiterer Faktor ist der hohe Gehalt an Magnesiumsalzen. Dadurch werden Wasserstoffbrückenbindungen aufgebrochen und dies führt zur Denaturierung der Biomoleküle. Früher nachgewiesene DNA-Spuren stammten alle von verschiedenen Kontaminationen (Laborausrüstung, Touristen, Wind).
An der Südwestflanke des Dallol erstrecken sich die sogenannten Salz-Canyons, durch Erosionsprozesse geformte, bis 40 m hohe Pfeiler. Das Magma liegt etwa 3000 bis 4000 Meter unter der Oberfläche.
Das Wort Dallol bedeutet in der Afar-Sprache „Auflösung“, kann aber auch mit „Ort ohne Wiederkehr“ oder „Eingang zur Hölle“ übersetzt werden.

## Klimatabelle
|                        | Jan  | Feb  | Mär  | Apr  | Mai  | Jun  | Jul  | Aug  | Sep  | Okt  | Nov  | Dez  |   |      |
| Mittl. Temperatur (°C) | 30,3 | 30,5 | 33,5 | 33,9 | 36,4 | 38,6 | 38,7 | 37,6 | 37,3 | 35,6 | 33,2 | 30,8 | ⌀ | 34,7 |
| Mittl. Tagesmax. (°C)  | 36,1 | 36,1 | 38,9 | 40,6 | 44,4 | 46,7 | 45,6 | 45,0 | 42,8 | 41,7 | 39,4 | 36,7 | ⌀ | 41,2 |
| Mittl. Tagesmin. (°C)  | 25,6 | 25,9 | 29,3 | 32,0 | 32,8 | 35,5 | 35,8 | 35,1 | 32,3 | 31,0 | 28,3 | 27,1 | ⌀ | 30,9 |
|                        |      |      |      |      |      |      |      |      |      |      |      |      |   |      |
| Niederschlag (mm)      | 0    | 0    | 0    | 0    | 0    | 0    | 0    | 0    | 0    | 0    | 0    | 0    | Σ | 0    |

| 25,6 |

| 25,9 |

| 29,3 |

| 32,0 |

| 32,8 |

| 35,5 |

| 35,8 |

| 35,1 |

| 32,3 |

| 31,0 |

| 28,3 |

| 27,1 |

| 25,6 |

| 25,9 |

| 29,3 |

| 32,0 |

| 32,8 |

| 35,5 |

| 35,8 |

| 35,1 |

| 32,3 |

| 31,0 |

| 28,3 |

| 27,1 |

Mit 34,7 °C besitzt Dallol eine höhere Durchschnittstemperatur als alle anderen Orte der Erde. Selten wird es kühler als 24 °C. Regen fällt nie. Somit ist Dallol auch einer der trockensten Orte der Erde.

## Galerie

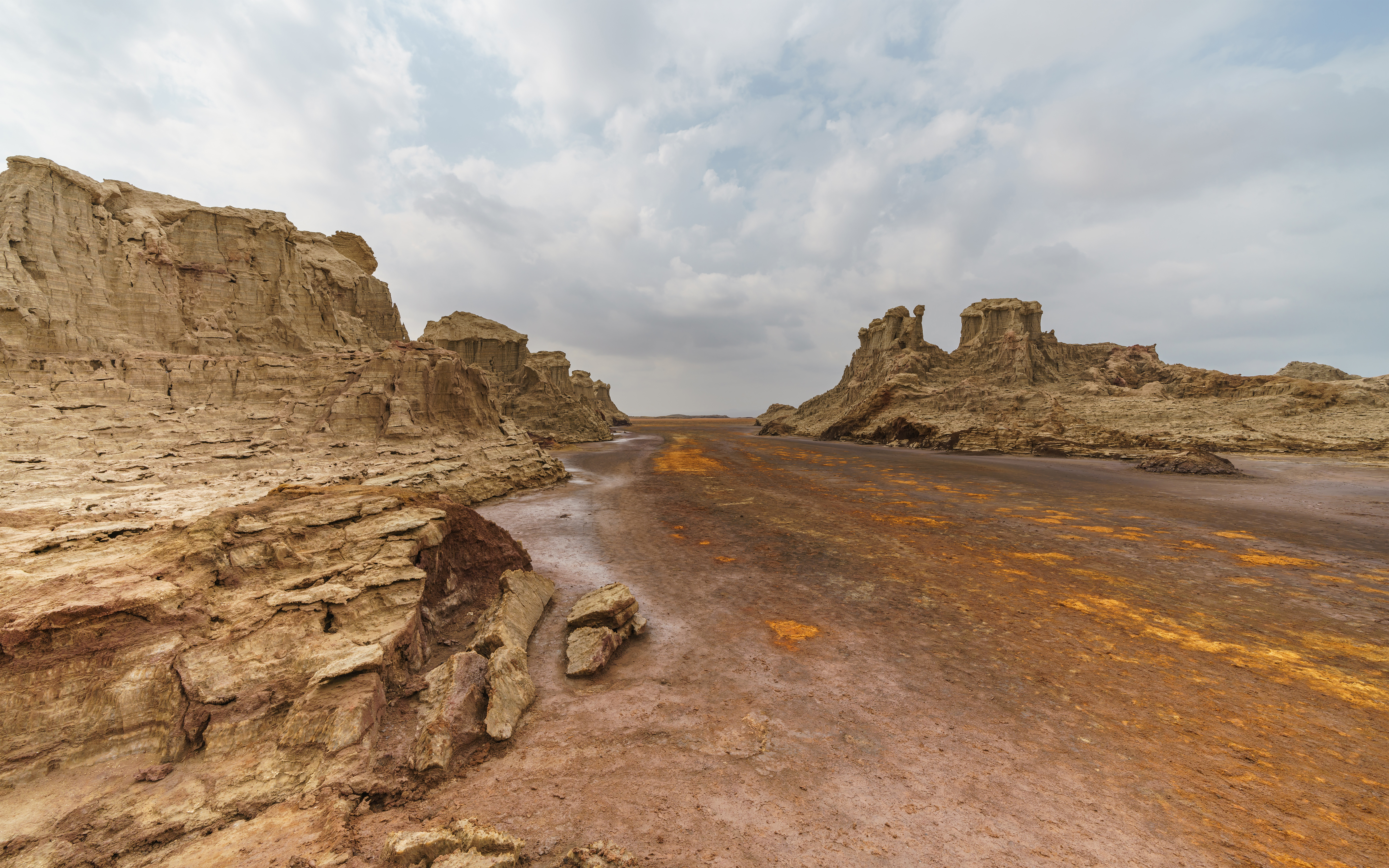
Salz-Canyons
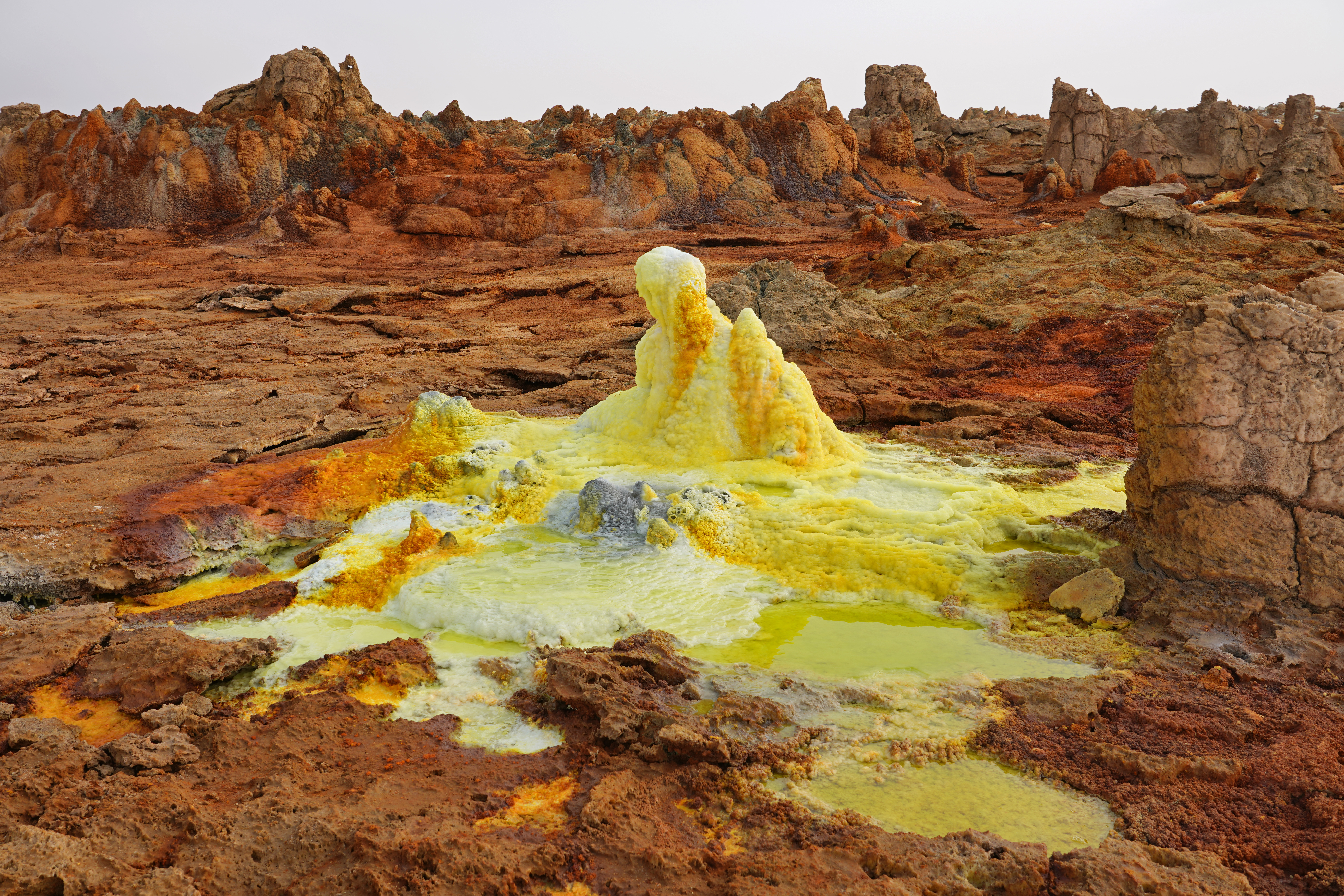
Formation aus Schwefel und Salz
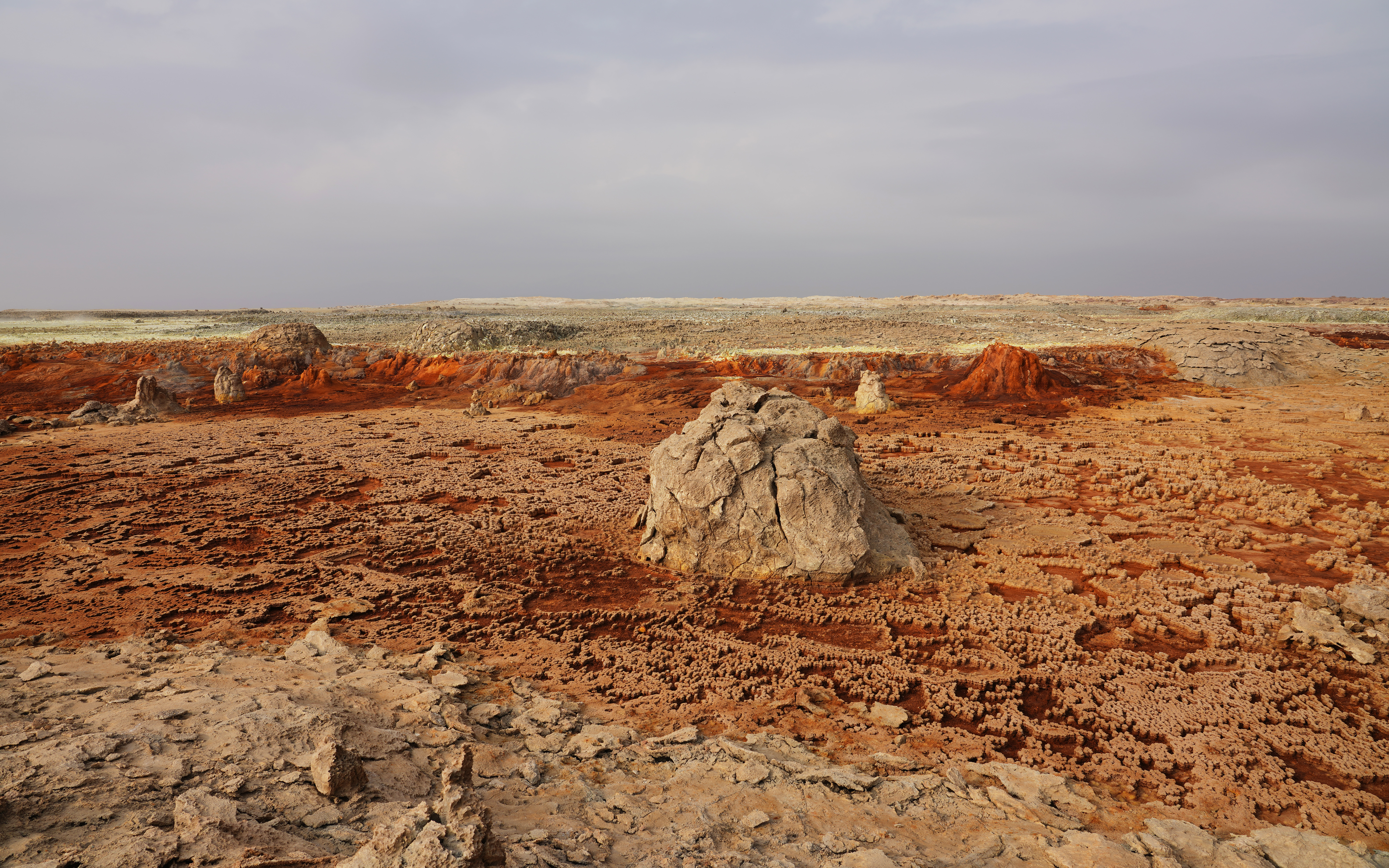
Vulkanische Landschaft
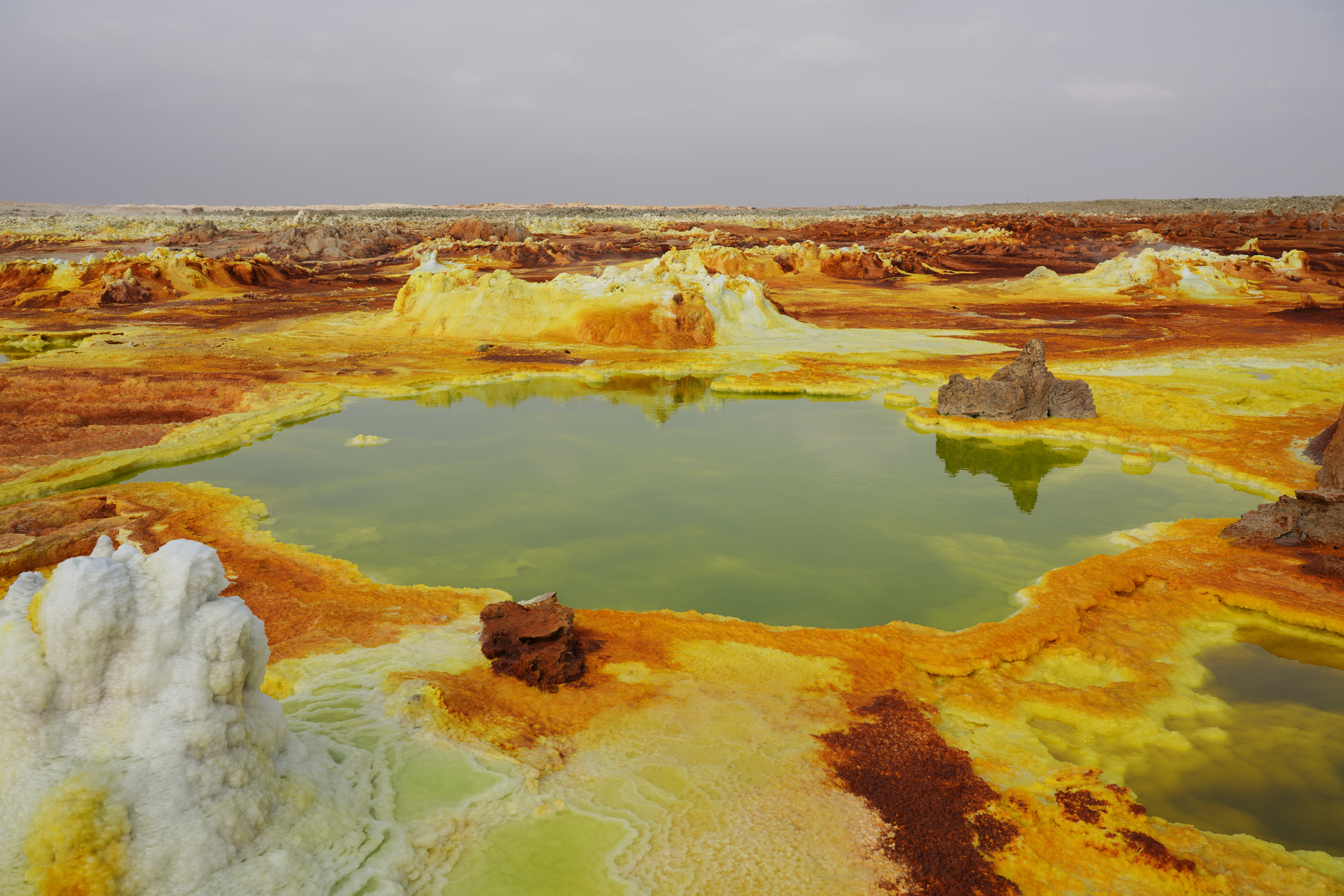
Schwefelhaltiger Tümpel